# نووو سلو (استان کیوستندیل)
نووو سلو (به بلغاری: Novo Selo) یک منطقهٔ مسکونی در بلغارستان است که در شهرستان کیوستندیل واقع شده‌است.